# Аклэр
Аклэр (англ. Aclare; ирл. Áth an Chláir) — деревня в Ирландии, находится в графстве Слайго (провинция Коннахт). Деревня является центром прихода Kilmactigue и разделяет владения Лесли и Карнсов. Рядом протекает река Inagh, приток реки Мой.
В расстоянии видимости от деревни находятся замок Белклэр и руины крепости семейства O’Хара.
Аклэр — деревня с населением 309 (2002, перепись).